# Гужва Федір Кирилович
Фе́дір Кири́лович Гужва́ (нар. 9 (27) травня 1913, Слов'янка, нині Межівський район, Дніпропетровська область — 24 квітня 1988, Київ) — радянський науковець, мовознавець, доктор педагогічних наук, професор, заслужений працівник вищої школи Української РСР.

## Життєпис
Народився в 1913 році в селі Слов'янці (нині Дніпропетровська область) в бідній селянській родині. В 1930 році вступив, а у 1934 році закінчив філологічний факультет Новомосковського педагогічного інституту та отримав диплом викладача російської мови та літератури.
До 1938 року викладав російську мову та літературу в Червоноармійському гірничому робітничому факультеті та середніх школах Донецької області. З 1938 року Федір Кирилович переходить на роботу до вищої школи. У 1938—1941 роках він працює проректором та завідувачем кафедри російської мови у Запорізькому педагогічному інституті.
У роки радянсько-німецької війни Ф. К. Гужва з 1941 по 1944 рік (з перервою) учителював, був директором Шурабської середньої школи в Таджицькій РСР. З червня 1942 по квітень 1944 року служив у лавах Червоної армії. Після звільнення зі Збройних сил СРСР з 1944 року по 1959 рік Федір Кирилович очолював:
- 1944—1950 роки — Старобільський учительський інститут;
- 1950—1953 роки — Ужгородський учительський інститут;
- 1953—1955 роки — Ворошиловградський педагогічний інститут;
- 1955—1956 роки — Чернівецький педагогічний інститут;
- 1956—1959 роки — Сумський педагогічний інститут[1].

З 1967 року до кінця свого життя Федір Кирилович працював у Київському державному педагогічному інституті імені О. М. Горького. Працюючи керівником у різних навчальних закладах, він одночасно очолював кафедри російської мови. З 1974 по 1988 рік очолював кафедру російської мови та літератури в Київському педагогічному інституті ім. Горького. Викладав курси сучасної російської мови, стилістики, культури мови. У 1974 році Федору Кириловичу було присвоєно вчене звання професора.

Могила Федора Гужви

Помер 24 квітня 1988 року та похований у Києві на Берковецькому цвинтарі.

## Наукова діяльність
Основними напрямками наукових досліджень Ф. К. Гужва обрав проблеми сучасної російської мови, стилістики, культури мови.
Працюючи в Старобільському педагогічному інституті, Федір Кирилович розпочав роботу над своєю кандидатською дисертацією. Кандидатські іспити він складав у Київському державному педагогічному інституті у 1948 році. У 1949 році, за наказом Міністра освіти України № 294 від 9 грудня 1949 року йому було надано наукове відрядження терміном на шість місяців до Київського державного педагогічного інституту. Цей час він використав дуже плідно, у бібліотеках ним були зібрані необхідні матеріали для дисертації. Вона була підготовлена в короткий термін і вже за три роки була готова до захисту. У 1952 році захистив кандидатську дисертацію «Исследование об употреблении кратких и полных прилагательных в русской советской художественной литературе».
У 1972 році Федір Кирилович захистив докторську дисертацію «Содержание и проблеми преподавания современного русского языка в высшей педагогической школе». У цьому ж році в Москві під цією назвою виходить його монографія.
Теоретичні положення та висновки методичних досліджень Ф. К. Гужви знайшли своє практичне використання в його підручниках та навчальних посібниках. Широке визнання отримали його посібники:
- «Лекции по современному русскому литературному языку» (1961);
- «Современный русский, литературный язык. Синтаксис» (1971);
- «Трудные вопросы синтаксиса и пунктуации» (1981);
- «Лексика и фразеология русского языка» (1982).

Також чисельні статті написані за період 1952—1987 років. Усього він підготував та опублікував 52 наукові праці.
Він є автором чотирьох підручників для вищих навчальних закладів із сучасної російської літературної мови, об'єднаних єдиною назвою «Современный русский литературный язык»:
- «Словообразование. Морфология» (1967);
- «Фонетика и фонология. Орфоэпия» (1970);
- «Синтаксис» (1971);
- «Введение. Лексикология. Фразеология. Фонетика и фонология. Орфоэпия. Графика и орфография» (1973, усі — Київ).

В останні роки життя Федір Кирилович працював над посібниками для вчителів:
- «Фонетика, лексика, словообразование русского языка» (1985);
- «Морфология русского языка» (1987);
- «Основы развития речи» (1989).

## Громадська діяльність
Ф. К. Гужві вдавалося протягом багатьох років знаходити час не лише для педагогічної та наукової роботи, але й займатись громадською діяльністю. Так, протягом 15 років (з 1945 по 1960 рік) його обирали в обласні та міські комітети Комуністичної партії України, міські Ради народних депутатів (Закарпатська, Ворошиловградська, Сумська).
З 1967 року, працюючи в Київському педагогічному інституті, він виконував великий обсяг наукової та громадської роботи. Тривалий час він був головою Навчально-методичної комісії з мовних дисциплін і членом президії Навчально-методичної ради Міністерства освіти УРСР, членом Навчально-методичної комісії Міністерства освіти СРСР, редактором науково-методичної збірки «Методика викладання російської мови та літератури», членом спеціалізованої ради з присвоєння наукових ступенів.

## Відзнаки, пам'ять
За великі досягнення в підготовці кваліфікованих кадрів та успіхи в науково-дослідній роботі Ф. К. Гужві Указом Президії Верховної Ради Української РСР від 8 червня 1979 року було присвоєно почесне звання «Заслужений працівник вищої школи УРСР». Його також нагороджено медаллю ім. А. С. Макаренка, знаком «Відмінник народної освіти УРСР», Почесними грамотами Міністерства освіти СРСР і Міністерства освіти УРСР.
У Старобільську, де Федір Кирилович працював директором учительського інституту, з 1998 року працює Старобільський факультет Луганського національного університету імені Тараса Шевченка, у якому створено музей історії Старобільського вчительського інституту. Один з розділів у ньому присвячено життю, професійній та науковій діяльності Федора Кириловича Гужви.